# Ahumada (señal)
Se llama ahumada a la señal que se hacía en las atalayas o lugares altos quemando paja u otro material combustible para dar un aviso por este medio. 
La ahumada se puede considerar el telégrafo militar primitivo siendo muy utilizado en las continuas algaras de la Reconquista española. Dice Diego Hurtado de Mendoza en su Guerra de Granada: 

Mas los moriscos, visto el daño hicieron ahumadas a los suyos que andaban por las montañas